# فيراندينا
فيراندينا (بالإيطالية: Ferrandina)‏ هي بلدية في مقاطعة ماتيرا في إقليم بازيليكاتا الإيطالي.

## السكان
في سنة 1861 بلغ عدد السكان 6٬433 نسمة، وتطور العدد ليصل في سنة 2011 لـ 8٬973 نسمة.
يظهر هذا المخطط البياني تطور النمو السكاني لـ فيراندينا